# Dècada de 1870 en el cinema
Aquest article és una llista d'esdeveniments sobre el cinema que es van produir durant la dècada de 1870.

## Esdeveniments
- 1874 – L'astrònom francès Pierre Janssen feia servir el seu "revòlver fotogràfic" per fotografiar el trànsit del planeta Venus a través del Sol.
- 1877 – L'inventor francès Charles-Émile Reynaud va millorar el seu zoòtrop col·locant miralls al centre del tambor. Va anomenar la seva invenció praxinoscopi. Reynaud va desenvolupar altres versions del praxinoscopi, inclòs un teatre praxinoscopi (on es trobava el dispositiu inclòs en un quadre de visualització) i un praxinoscop projectant. Al final va crear el "Théâtre Optique", una màquina gran basada en el praxinoscopi, però que va poder projectar tires animades més llargues. Als Estats Units, el McLoughlin Bros. de Nova York va publicar el 1879 una còpia simplificada (i no autoritzada) de la invenció de Reynaud amb el nom "Whirligig of Life".
- 1878 – El magnat del ferrocarril Leland Stanford va contractar el fotògraf britànic Eadweard Muybridge per resoldre les preguntes sobre si un cavall galopant pot tenir les quatre potes fora del terra. Muybridge va fotografiar amb èxit un cavall en moviment ràpid mitjançant una sèrie de 12 càmeres controlades per cables de desviació. Les fotos de Muybridge mostraven el cavall amb les quatre potes a l'aire. Muybridge va assistir a un conjunt de conferències on es mostraven les seves fotografies en un dispositiu d'imatges mòbils que ell va anomenar zoopraxiscopi. Els experiments de Muybridge van inspirar el científic francès Étienne-Jules Marey per inventar equips per enregistrar i analitzar moviments animals i humans. Marey va anomenar la seva invenció la càmera cronofotogràfica, que va ser capaç de prendre múltiples imatges superposades les unes sobre les altres.
- 1879 – L'estatunidenc George Eastman inventa una màquina de recobriment d'emulsió que permet la producció en massa de plaques seques fotogràfiques.[1]

## Naixements
- 13 de març de 1870 – Henri Étiévant, Actor i director francès (mort el 1953)
- 2 de maig de 1870 – Lewis J. Selznick, Productor estaunidenc (mort el 1933)
- 23 de març de 1871 – Heinrich Schroth, Actor alemany (mort el 1945)
- 21 d'abril de 1871 – Jaro Fürth, Actor austríac (mort el 1945)
- 30 de maig de 1871 – Olga Engl, Actriu austríaca (morta el 1946)
- 12 de febrer de 1872 – Oscar Stribolt, Actor danès (mort el 1927)
- 22 de desembre de 1872 – Georg Blomstedt, Actor suec (mort el 1933)
- 7 de gener de 1873 – Adolph Zukor, Mogul de cinema estatunidenc, fundador de Paramount Pictures (mort el 1976)
- 7 de març de 1873 – Madame Sul-Te-Wan, Actriu estatunidenca (mort el 1959)
- 13 de juny de 1873 – Karin Swanström, Actriu i directora sueca (morta el 1942)
- 23 de desembre de 1874 – Viggo Wiehe, Actor danès (mort el 1956)
- 22 de gener de 1875 – D. W. Griffith, Realitzador estatunidenc (mort el 1948)
- 19 de març de 1875 – George Pearson, Realitzador anglès (mort el 1973)
- 12 de setembre de 1875 – Matsunosuke Onoe, Actor japonès (mort el 1926)
- 8 de desembre de 1875 – Frederik Buch, Actor danès (mort el 1925)
- 26 de febrer de 1876 – Amy Veness, Actriu anglès (morta el 1960)
- 20 de juny de 1876 – Romuald Joubé, Actor francès (mort el 1949)
- 19 de juny de 1877 – Charles Coburn, Actor estatunidenc (mort el 1961)
- 12 d'abril de 1878 – Lionel Barrymore, Actor estatunidenc (mort el 1954)
- 14 d'abril de 1878 – Donald Meek, Actor estatunidenc (mort el 1946)
- 25 de maig de 1878 – Bill Robinson, Ballarí i actor estatunidenc (mort el 1949)
- 18 de gener de 1879 – Betty Kuuskemaa, Actriu estoniana (morta el 1966)
- 1 de gener de 1879 – William Fox, Executiu de cinema hongarès-americà, fundador de Fox Film Corporation (mort el 1952)
- 9 de juny de 1879 – Dudley Digges, Actor estatunidenc (mort el 1947)
- 15 d'agost de, 1879 – Ethel Barrymore, Actriu estatunidenca (morta el 1959)
- 15 d'octubre de 1879 – Jane Darwell, Actriu estatunidenca (morta el 1967)
- 22 d'octubre de 1879 – Karl Hoblitzelle, Propietari de sala de cinema estatunidenca (mort el 1967)
- 4 de novembre de 1879 – Will Rogers, Actor i còmic estatunidenc (mort el 1935)
- 15 de novembre de 1879 – Lewis Stone, Actor estatunidenc (mort el 1953)
- 27 de desembre de 1879 – Sydney Greenstreet, Actor anglès (mort el 1954)